# Hintereben (Jandelsbrunn)
Hintereben ist ein Gemeindeteil der Gemeinde Jandelsbrunn im niederbayerischen Landkreis Freyung-Grafenau. Bis 1978 bildete es eine selbstständige Gemeinde.

## Lage
Hintereben liegt im Bayerischen Wald etwa drei Kilometer nordwestlich von Jandelsbrunn und etwa fünf Kilometer nordöstlich von Waldkirchen.

## Geschichte
Hintereben gehört zu den sogenannten Sieben Künischen Dörfern, die wegen ihrer 260-jährigen Zugehörigkeit zu Österreich und damit zu den Habsburgern (königlich = künisch) genannt werden. Erst 1765 kaufte Fürstbischof Leopold Ernst Graf von Firmian dieses Gebiet um 137.787 Gulden, jedoch ohne die Burg Rannariedl, welche die Grundherrschaft über diese Ortschaften ausübte.
Hintereben wurde 1803 mit dem größten Teil des Passauer Gebietes zugunsten des Kurfürstentums Salzburg von Ferdinand III. von Toskana säkularisiert und fiel 1805 an Bayern. Mit der Bildung der Gemeinden im Jahre 1818 auf Grund des zweiten bayerischen Gemeindeedikts vom 17. Mai 1818 wurde die Gemeinde Hintereben gebildet. Diese ging aus der Sektion II Hintereben des Steuerdistrikts Althütten hervor. Sie gehörte zum 1806 gebildeten Landgericht Wegscheid bis mit Verordnung vom 25. Februar 1862 das neu errichtete Landgericht Waldkirchen geschaffen wurde, sowie zum ebenfalls 1862 geschaffenen Bezirksamt Wolfstein, aus dem 1939 der Landkreis Wolfstein wurde. Ursprünglich nur aus Hintereben und Kaltwasser bestehend, wuchs die Gemeinde im Laufe der Zeit durch mehrere neu entstandene Siedlungen. Einen weiteren Zuwachs erhielt die Gemeinde am 1. Januar 1946, als ein großer Teil der aufgelösten Gemeinde Stadl Hintereben zugeteilt wurde. Die Gemeinde Hintereben umfasste die Ortschaften Hintereben, Binderhügel, Dachelwies, Duschlwies, Edhäusel, Höllmühle, Kaltwasser, Mösing, Neufang, Ödhof, Poppenreut, Reichermühle, Reichling, Saghäuser, Sagmühle, Schlag, Voglöd und Vordereben. Sie kam Zuge der Gebietsreform in Bayern am 1. Januar 1978 zur Gemeinde Jandelsbrunn.
Der Seelsorgebezirk (Expositur) Hintereben wurde 1899 zum größten Teil aus der Pfarrei Wollaberg errichtet. Im Jahr 1921 erfolgte die Erhebung zur Pfarrei.

## Baudenkmäler
Die neugotische katholische Pfarrkirche Maria, Hilfe der Christenheit wurde 1899 erbaut. Sie hat einen neugotischen Hochaltar, die weitere Ausstattung ist modern und stammt von dem In den Ostflügel ist eine kleine Hauskapelle integriert. Den Altar der Kapelle schmückt ein aus Bronze gefertigtes Kruzifix des Zwieseler Bildhauer Wolf Hirtreiter.

## Vereine
Wichtige Vereine im Ort sind die am 18. Mai 1878 gegründete Freiwillige Feuerwehr Hintereben, der SV Hintereben 1965 e. V. und der Ganseiverein 2.0.